# Finning
Finning – miejscowość i gmina w Niemczech, w kraju związkowym Bawaria, w rejencji Górna Bawaria, w regionie Monachium, w powiecie Landsberg am Lech, wchodzi w skład  wspólnoty administracyjnej Windach. Leży około 10 km na wschód od Landsberg am Lech.

## Demografia
| Rok  | Liczba mieszk. |
| ---- | -------------- |
| 1970 | 1 060          |
| 1987 | 1 191          |
| 2000 | 1 007          |
| 2005 | 1 676          |

### Struktura wiekowa
Dane o ludności z 31 grudnia 2008:
| Opis                                | Ogółem | Ogółem | Kobiety | Kobiety | Mężczyźni | Mężczyźni |
| ----------------------------------- | ------ | ------ | ------- | ------- | --------- | --------- |
| Jednostka                           | osób   | %      | osób    | %       | osób      | %         |
| Populacja                           | 1682   | 100    | 826     | 49,11   | 856       | 50,89     |
| Wiek przedprodukcyjny (0–17 lat)    | 367    | 21,82  | 165     | 9,81    | 202       | 12,01     |
| Wiek produkcyjny (18–65 lat)        | 1098   | 65,28  | 558     | 33,17   | 540       | 32,1      |
| Wiek poprodukcyjny (powyżej 65 lat) | 217    | 12,9   | 103     | 6,12    | 114       | 6,78      |

## Polityka
Wójtem gminy jest Fritz Haaf, rada gminy składa się z 12 osób.
|      | OU | DGO | WGE | Razem |
| 2008 | 5  | 4   | 2   | 12    |
| 2002 | 5  | 4   | 3   | 12    |

## Oświata
W gminie znajdują się dwa przedszkola (92 miejsca) oraz szkoła podstawowa z częścią Hauptschule (10 nauczycieli, 185 uczniów).